# Marita de Sterck
Marita de Sterck (* 16. August 1955 in Antwerpen) ist eine belgische Schriftstellerin aus Flandern.

## Leben
Marita de Sterck studierte Germanistik und Kommunikationswissenschaften an der Universität Gent und Anthropologie an der Katholieke Universiteit Leuven. Sie ist Dozentin für Literatur, Jugendliteratur und Anthropologie an der Bibliotheksschule in Gent und gibt Kurse zum Verfassen von Jugendliteratur in der König-Baudouin-Stiftung.
Die von ihr verfassten Jugendbücher behandeln häufig das Leben anderer Kulturen und Völker. Inzwischen hat sie mehr als vierzig Titel veröffentlicht und verschiedene Auszeichnungen erhalten.

## Bibliographie
- 1985 Hakim de kleine ezeldrijver
- 1986 Sander en de kippen
- 1986 Komt de baby nu al?
- 1987 Wat een verjaardag!
- 1988 Schrijver gezocht
- 1989 Vandaag komt opa spelen!
- 1990 Het trimspook
- 1990 Schrikzalf
- 1991 Ben jij mijn vriend?
- 1991 Feest in de klas
- 1992 Anders is niet gek
- 1992 Bij nader inzien
- 1992 Red de meester
- 1993 Daar gaat mijn tak!
- 1993 Leeswijzer 16-18 jaar
- 1993 Ook een garnaal heeft een hoofd
- 1993 Sofie en Fatima
- 1993 Een vijf met negen nullen
- 1994 Vlinders op het dak
- 1994 De toren
- 1995 Wachten
- 1995 Liefste
- 1996 Prettige verjaardag!
- 1996 Zoë zwijgt
- 1996 Indianenverhalen
- 1997 Lees je mee?
- 1997 Mijn eiland
- 1997 Alle dagen feest
- 1998 Het woordenboek of hoe Jasper zijn woorden vond
- 1998 Splinters
- 1999 Vroem vroem… boem
- 1999 Schrijver gevonden
- 1999 Loop naar de zon
- 2000 Wild vlees
- 2001 Grote tanden
- 2002 Op kot
- 2003 Vingeroefeningen
- 2003 Bollebuikbaby
- 2004 In het donkere bos
- 2004 Met huid en haar
  - 2006: deutsch von Rolf Erdorf: Morgen, wenn Frieden ist. Sauerländer Verlag, Düsseldorf 2006, ISBN 978-3-7941-6072-3.
- 2006 Maandag maandag
- 2006 Tasjes
- 2006 Kwaad bloed
  - 2013: deutsch von Rolf Erdorf: Unbewohntes Herz. Oetinger Verlag, Hamburg 2013, ISBN 978-3-8415-0237-7.
- 2009 De hondeneters
  - 2012: deutsch von Rolf Erdorf: Zuletzt die Hunde. Oetinger Verlag, Hamburg 2012, ISBN 978-3-8415-0125-7.

## Auszeichnungen
- 1984 Prijs Letterkunde Provincie Antwerpen für Hakim de kleine ezeldrijver
- 1994 Boekenwelp für Een vijf met negen nullen
- 2000 Prijs van de Kinder- en Jeugdjury Vlaanderen für Splinters
- 2001 Gouden Zoen für Wild vlees
- 2004 Prijs van de Kinder- en Jeugdjury Vlaanderen für Op kot
- 2005 Zilveren Zoen für Met huid en haar
- 2006 Prijs van de Kinder- en Jeugdjury Vlaanderen für Met huid en haar
- 2007 Boekenleeuw für Kwaad bloed
- 2007 Zilveren Zoen für Kwaad bloed
- 2012 Halewijnpreis für ihr Gesamtwerk